# Сукур
Сукур (урд. سکھر) је град у Пакистану у покрајини Синд. Према процени из 2006. у граду је живело 430.025 становника.

## Становништво
Према процени, у граду је 2006. живело 430.025 становника.
| 1981.   | 1998.   | 2006.   |
| ------- | ------- | ------- |
| 190.551 | 329.176 | 430.025 |